# Schwebstaub
Schwebstaub (englisch suspended particulate matter) ist ein Begriff aus dem Umweltschutz und bezeichnet „alle von Luft umgebenen Partikel in einem gegebenen, ungestörten Luftvolumen“. Für Schwebstaub existieren keine einheitlich definierten Größenbegrenzungen.

## Abgrenzung zu anderen Begriffen
Der Begriff „Schwebstaub“ ist Synonym zu dem im Arbeitsschutz verwendeten Begriff „Gesamte Schwebstoffe“. Eine genaue Abgrenzung bezüglich Konzentration, Partikelgrößenverteilung und stofflicher Zusammensetzung existiert nicht. Einige Publikationen geben jedoch mit Werten von 30 µm oder 50 µm unterschiedliche Obergrenzen für den aerodynamischen Durchmesser an.
Der im Umweltschutz nicht definierte „Feinstaub“ ist eine Teilmenge des Schwebstaubs.

## Bedeutung
Schwebstaub kann sich, je nach Herkunft, aus organischen Komponenten und Salzen oder auch aus Metallen, Halbmetallen und deren Verbindungen zusammensetzen. Bei gleicher Massenkonzentration wird mit abnehmendem Durchmesser den im Schwebstaub enthaltenen Partikeln eine zunehmende gesundheitliche Bedeutung beigemessen.
Zusammen mit der Messung des Staubniederschlags dient die Erfassung der Schwebstaubkonzentration der Charakterisierung der Immissionssituation.
Zur Reduzierung von Schwebstaub in Innenräumen können Raumluftreinigungsgeräte eingesetzt werden.

## Messtechnische Erfassung
Für die messtechnische Erfassung des Schwebstaubs gibt es kontinuierliche und diskontinuierliche Verfahren. Sie erfolgt in der Regel über die Abscheidung des Schwebstaubs auf einem Glasfaser- oder Membran-Filter und der anschließenden gravimetrischen, radiometrischen und photometrischen Bestimmung. Die zeitliche Auflösung derartiger Messverfahren beträgt 24 bis 48 Stunden.
Bestimmte optische Messverfahren wie die Streulichtphotometrie arbeiten ohne Abscheidung. Mit unterschiedlichen Verfahren erhaltene Messwerte sind nur bedingt miteinander vergleichbar.
Eine Bestimmung der Elementkonzentration im Schwebstaub kann durch Mikrowellendruckaufschluss des Probenmaterials in einem oxidierenden Säuregemisch mit anschließender Graphitofen-Atomabsorptionsspektrometrie, Massenspektrometrie mit induktiv gekoppeltem Plasma oder optischer Emissionsspektrometrie mit induktiv gekoppeltem Plasma erfolgen.